# Inyección intracitoplasmática de espermatozoides

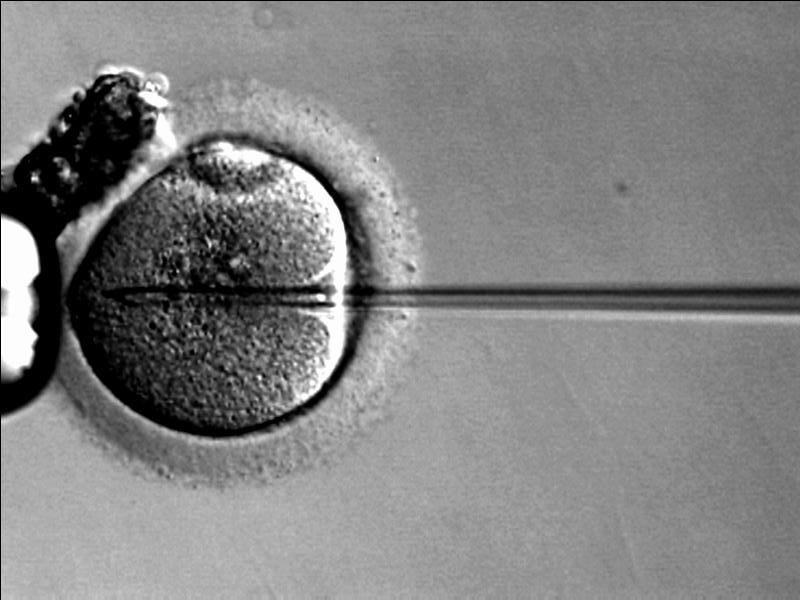
Un oocito es inyectado mediante ICSI.

La inyección intracitoplasmática de espermatozoides o ICSI (del inglés intracytoplasmic sperm injection) es una técnica de reproducción asistida que consiste en la fecundación de los ovocitos por inyección de un espermatozoide en su citoplasma mediante una micropipeta. Su finalidad, al igual que ocurre en la FIV convencional, es obtener embriones que puedan transferirse al útero materno. Con esta técnica se prescinde de la reacción acrosómica (unión del espermatozoide con la zona pelúcida, penetración de la zona, unión y fusión del espermatozoide con el oolema). 
El primer embarazo humano mediante la técnica de ICSI se produjo en el año 1992, realizado por Gienpiero Palermo y colaboradores. La técnica inicial era muy distinta a lo que actualmente conocemos como ICSI, pues Palermo pretendía dejar el espermatozoide en la zona pelúcida del ovocito pero por error lo introdujo completamente en el citoplasma. De tal modo que, convencido de que este no era el objetivo que él perseguía, dejó esta preparación en el incubador para tirarla al día siguiente y cuando se dispuso a hacerlo observó, para su asombro, que el ovocito había sido fecundado.

## Técnica ROSI
La inyección intracitoplasmática de espermátidas redondas o ROSI (del inglés round spermatid injection) es una técnica de reproducción asistida, que consiste en la fecundación por inyección de una espermátida redonda en el citoplasma de un óvulo. Esta técnica permite ser padres biológicos (con su propio material genético) a los hombres cuyos testículos no pueden llevar a cabo el proceso completo de la formación de espermatozoides, que queda bloqueado en una fase previa, la de espermátidas redondas. Antes del descubrimiento de la técnica ROSI, la única solución de este problema era el recurso al esperma de donante. 
Aunque la técnica de microinyección utilizada en ROSI es parecida a la utilizada para la inyección intracitoplasmática de espermatozoides (ICSI), existen también importantes diferencias entre ambas técnicas. En el primer lugar, a la diferencia de los espermatozoides, las espermátidas redondas no poseen características morfológicas típicas y carecen de movilidad propia. Consecuentemente la distinción entre las espermátidas redondas y otros tipos de células redondas, tales los glóbulos blancos (leucocitos), así que la distinción entre espermátidas  vivas y muertas, no son tareas fáciles. El procedimiento de la microinyección es también diferente en la técnica ROSI, en comparación con la ICSI, porque se necesitan estímulos particulares para asegurar que los óvulos inyectados reaccionan adecuadamente a la presencia de las espermátidas iniciando la activación del ciclo celular y el proceso de embriogénesis. Si un óvulo inyectado con una espermátida redonda completa exitosamente el proceso de la fecundación, se convierte en un embrión que sigue su desarrollo del mismo modo como en caso de la fecundación con los espermatozoides y puede ser posteriormente transferido en el útero de la paciente para engendrar un embarazo.
El primer embarazo humano mediante la técnica de ROSI se produjo en el año 1995, realizado por Jan Tesarik y colaboradores. El potencial de ROSI en el tratamiento de la infertilidad masculina debida a la ausencia total de espermatozoides ha sido corroborado recientemente por la publicación del nacimiento de 90 niños en Japón y 17 en España. Basado en la evaluación de los niños nacidos, ningunas anomalías atribuibles a la técnica ROSI han sido identificadas.

## Diferencias entre la ICSI y la FIV
Existen diferencias entre esta técnica y la fecundación in vitro clásica. Los pasos anteriores y posteriores a la inseminación son los mismos para una fecundación in vitro clásica sin ICSI, sólo cambia la técnica utilizada de inseminación. Para realizar la ICSI se necesita sólo un espermatozoide por óvulo, mientras que en una fecundación in vitro clásica sin ICSI son necesarios entre 50.000 y 100.000, ya que es el propio espermatozoide el que tiene que superar las barreras del óvulo para penetrarlo. Es por ello que en la ICSI, lo primero que se debe hacer tras la extracción del ovocito, es decumularlo, es decir, eliminar la zona pelúcida. Sin embargo, de manera general, este proceso no es necesario en un procedimiento de fecundación in vitro clásica. 
Cabe destacar que algunas clínicas de fertilidad ofrecen la opción de hacer una técnica mixta o fecundación combinada. Esto significa que la mitad de los óvulos obtenidos serán fecundados de manera convencional y la otra mitad mediante ICSI. De esta forma, se aprovechan los beneficios de ambas técnicas.
Una vez realizada la fecundación, los embriones permanecen en cultivo en el laboratorio hasta que son transferidos en día 3 o 5 al útero de la mujer para que continúen su desarrollo. 

## Indicaciones
El ICSI se usa principalmente en aquellos casos en los que hay un factor masculino de esterilidad, ya sea por una baja concentración de espermatozoides en el esperma (azoospermia, oligozoospermia,...), por problemas de movilidad en los espermatozoides, porque el varón se ha sometido a una vasectomía, porque presenta una enfermedad infecciosa (VIH, hepatitis,...) o infertilidad de causa inmunitaria, o porque resulta imposible conseguir una eyaculación en condiciones normales.

El ICSI también está indicado en los casos de muestra de semen valiosas, como es el caso de muestras criopreservadas de varones vasectomizadas o sometidos a radio o quimioterapia (en casos de varones jóvenes que se deben someter a radioterapia o quimioterapia es recomendable congelar semen antes de someterse al tratamiento, ya que éste puede alterar su calidad espermática). Estas muestras se llaman valiosas porque se dispone de una cantidad limitada sin posibilidad de obtener más, por lo que hay que optimizar su uso y evitar descongelar la muestra completa.

Otras indicaciones del ICSI que aún siguen siendo discutidas incluyen el fracaso repetido a la hora de conseguir un embarazo tras varios ciclos de inseminación artificial o de fecundación in vitro, la mala calidad ovocitaria, la obtención de un bajo número de ovocitos tras la punción ovárica, o cuando es necesario identificar embriones genéticamente sanos en un caso de diagnóstico genético preimplantacional (la pareja tiene posibilidades de transmitir una alteración genética hereditaria y pretende evitarse con técnicas de diagnóstico genético).
Por último, indicar que existen también situaciones en las que se aconseja realizar la técnica de ICSI debido a un factor femenino como endometriosis, obstrucción tubárica, etc.
Cabe destacar que en la mayoría de los casos se recurre al ICSI porque asegura una mayor tasa de fecundación que las técnicas de fecundación in vitro (FIV), a pesar de que los embriones generados mediante ICSI tienen mayor manipulación artificial que los del FIV.
El ICSI  es uno de los grandes éxitos de la medicina reproductiva, pero tiene un pequeño inconveniente, los niños nacidos por esta técnica tienen un ligero aumento del riesgo de algunas enfermedades epigenética: el síndrome de Beckwith-Wiedemann, síndrome de Silver-Russell y síndrome de Angelman. Estos síndromes son enfermedades muy raras, pero parece a ver cierto aumento de su incidencia entre la población nacida por ICSI, aunque sigue siendo muy poco frecuente.
No se sabe bien porque ocurre esto, podría ser por los medios de cultivo, por los sistemas de incubación, por proceso de congelación descongelación, por la propia técnica de ICSI.

## Procedimiento completo

### Estimulación controlada del ovario
Durante el ciclo menstrual inician su desarrollo muchos folículos dentro de cada ovario, pero cuando uno de ellos alcanza un tamaño un poco mayor se produce una inhibición del crecimiento de los demás. El proceso completo de estimulación ovárica dura entre 12 y 14 días, durante estos días la paciente deberá recibir una inyección diaria, que puede ser subcutánea o intramuscular, de gonadotropinas y análogos de GnRH o antagonistas de GnRH. De esta manera se promueve el desarrollo hasta la madurez completa de varios folículos en el mismo ciclo menstrual provocando una ovulación múltiple.  El crecimiento de los folículos en el ovario podrá monitorizarse mediante ecografías transvaginales periódicas y niveles sanguíneos de estradiol. Cuando los óvulos hayan alcanzado el tamaño deseado será recogidos en una punción ovárica. 

### Punción ovárica
Consiste en la extracción de ovocitos por aspiración transvaginal guiada por ecografía abdominal. Se utiliza para ello una cánula, que posee una aguja de unos 35 mm acoplada a la sonda del ecógrafo, lo que permite obtener una imagen del ovario. El estoque se introduce en la vagina, atraviesa la pared del fondo vaginal en dirección al ovario y se pincha para aspirar los ovocitos gracias a un sistema de aspiración de vacío. Un tubo flexible, conectado también al sistema anterior, permite la recuperación del fluido folicular dirigiéndolo a un vial con medio HEPES.
El proceso se inicia unas 36 horas antes de la punción. Cuando el ginecólogo advierte que hay un folículo dominante con un tamaño adecuado (entre 18-20 mm) induce la ovulación mediante la administración de hCG (10000 UI), que desencadenará el mismo efecto que la LH. Pasadas las 36 horas, el ginecólogo procederá a la aspiración de los ovocitos, anestesiando localmente o sedando previamente a la paciente para evitar que sufra dolor durante el proceso. Es importante que se realice la punción a las 36 horas (antes de que se produzca la ovulación) de inducir el pico de LH. Generalmente la ovulación se da a las 38 horas de este pico, de ahí que extraigan algo antes. Los ovocitos extraídos no están del todo maduro, es por ello que se han de incubar un par de horas tras al extracción.
Es la técnica más habitual para la extracción de ovocitos, ya que la probabilidad de que ocurran complicaciones es inferior al 1%. El principal problema que puede derivarse es la hiperestimulación ovárica, que se presenta en pocas ocasiones pero que tiene graves consecuencias, como el acúmulo de líquido folicular intraperitoneal, con ciertos efectos a nivel cardiovascular.

### Recogida del semen y capacitación
Tras la recogida de la muestra de semen, para el caso de muestras estándar, se realiza una capacitación del mismo con la realización de una dilución final de un millón de espermatozoides por mililitro con una movilidad progresiva superior al 33%. 
Si se trata de muestras seminales patológicas se realizará una capacitación por minigradientes o lavado simple. 
Además de estas dos técnicas de capacitación espermática y separación espermática, existen otras entre las que se tiene en cuenta la morfología (IMSI), la motilidad (PICSI) y la apoptosis (MACS y microfluidos). Las técnicas de IMSI y PICSI no han demostrado eficacia, mientras que las técnicas de MACS y microfluidos sí son eficaces y han demostrado mejoría respecto al ICSI. Todas estas técnicas finalmente derivan en un ICSI, solo son distintas aproximaciones para la selección del espermatozoide que se inyectará. 
-IMSI (Intracytoplasmic Morphologically Selected Sperm Injection): se usa un microscopio más potente de lo habitual, con mayor aumento, lo que permite visualizar los espermatozoides de mayor tamaño y, por tanto, en teoría habría mayor precisión en la elección del espermatozoide. En la práctica, esta técnica enlentece el proceso y se enfrían los espermatozoides, por lo que no ha demostrado eficacia o mejoría frente al ICSI y, en consecuencia, está bastante en desuso.
-PICSI (Physiological Intracytoplasmic Sperm Injection): Es una variante de la técnica ICSI que consiste en la selección previa de espermatozoides maduros en función de su capacidad de unión al ácido hialurónico. Los espermatozoides que han sufrido el proceso de maduración poseen receptores para el ácido hialurónico. De este modo, empleando placas con gotitas de ácido hialurónico, pueden detectarse los espermatozoides de buena calidad y grado de maduración adecuado al quedar adheridos en las gotitas. Finalmente, dichos espermatozoides son microinyectados en los ovocitos.
-MACS (Magnetic Activated Cell Sorting) o columnas de anexina:
esta técnica permite la detección precoz de espermatozoides que están iniciando el proceso de apoptosis, aunque aparentemente estén bien e incluso se muevan. Se añade un receptor marcado con magnetismo que se une a los espermatozoides   que   están   iniciando   el   proceso   de apoptosis. Estos pasan por unas columnas magnéticas, de modo que quedan atrapadoslos espermatozoides proapoptóticos. Esta técnica demostró mejoría, pero su capacidad es limitada.
-FERTILE CHIP: los espermatozoides son sometidos a realizar un circuito con diferentes obstáculos, que hace que los espermatozoides que salen de este sean los más rápidos y mejores. En un estudio comparativo entre el MASC y el FERTILE CHIP se vio que el MASC es más eficaz.

### Preparación de los ovocitos
Transcurridas entre 4 y 6 horas desde la punción ovárica, los ovocitos obtenidos se someten a un proceso de decumulación, que consiste en la eliminación de las células de la corona radiata y el cumulus oophorus que rodean el ovocito mediante una combinación de métodos enzimáticos y mecánicos. Es muy importante no proceder a la decumulación antes de que transcurra este tiempo tras la punción. Se va a realizar un incubado de un minuto en un medio tamponado con HEPES que contiene hialuronidasa, que es la enzima que normalmente poseen los espermatozoides para la degradación de la red de hialurónico que envuelve al ovocito y a las células del cúmulo que lo rodean, y se va a aspirar de forma repetida hasta eliminar completamente las células de la granulosa.
Desde un punto de vista más concreto, el proceso de decumulación se lleva a cabo incubando los ovocitos rodeados de células de granulosa en una solución tamponada con HEPES que contiene cierta cantidad de enzimas hialuronidasas (unos 80 UI/ml, por norma general). Los ovocitos se aspiran de manera constante utilizando durante el proceso pipetas de diámetro cada vez más de pequeño (de 300 a 150 micras), hasta que, finalmente, se lavan y se incuban de nuevo en un medio simple o en uno secuencial adaptado al desarrollo del embrión durante sus primeros estadios (hasta el día 3 después de la fecundación).

### Equipamiento
La técnica de ICSI implica básicamente un microscopio invertido, micromanipuladores, microinyectores y una mesa antivibratoria:
- Microscopio invertido: con un objetivo de 20X y 40X, con óptica de Hoffman y una placa calefactada a 37 °C para un mantenimiento óptimo del material biológico.
- Micromanipuladores: nos permiten movimientos en tres dimensiones, de modo que habrá uno a la izquierda para controlar la micropipeta de sujeción o holding y otro a la derecha para la micropipeta de inyección. Además, hay un manipulador eléctrico para los movimientos grandes y uno hidráulico para los más finos (el ajuste de las pipetas se hace con el hidráulico y los movimientos rápidos para colocarlas con el eléctrico).
- Microinyectores: son jeringas herméticas rellenas con aceite mineral controlados por los micromanipuladores y conectados a las pipetas de microinyección (para aspirar e inyectar los espermatozoides) por un tubo flexible.
- Mesa antivibratoria: con hidrógeno gas para asegurar las condiciones idóneas de trabajo.

### Procedimiento ICSI
La placa en la que se realizará la ICSI estará cubierta de aceite mineral para mantener la osmolaridad y temperatura del medio (aunque la placa estará además colocada sobre una superficie calefactora del microscopio). En dicha placa se colocará una gota de PVP (polivinilpirrolidona) que ralentiza el movimiento de los espermatozoides y facilita la manipulación del espermatozoide seleccionado. También se colocan varias gotas de medio WASH tamponado con Hepes.
En la gota de PVP se coloca 1 microlito de semen con una concentración de espermatozoides de 1 millón por mililitro. Los oocitos que se vayan a microinyectar se colocarán en las gotas de WASH (no más de 6 oocito por placa) donde no permanecerán más de 15 minutos.
Tras comprobar el correcto funcionamiento de la pipeta de inyección se seleccionan los espermatozoides según morfología y movilidad; el espermatozoide seleccionado se inmoviliza por presión mecánica de la cola. Con esto se consigue la activación por permeabilización de membranas ya que se liberan factores citosólicos que activan al oocito y facilitarán la posterior formación del pronúcleo masculino. Además, se impide el daño del movimiento en el interior del oocito. Tras la inmovilización, se aspira por la cola para asegurarnos de que al inyectarlo no se quede fuera la cabeza (no pasa nada si la cola se queda fuera)
El oocito se fija usando la pipeta holding, o de sujeción, situando el corpúsculo lo más lejos posible de la zona de inyección para evitar daños en la placa meiótica y dejaremos el espermatozoide lo más cerca posible de las zonas activadas del oocito. Se coloca la pipeta de inyección con el espermatozoide en la punta sobre el oocito y se presiona para atravesar la zona pelúcida y la membrana.
Si no se consigue romper la membrana ejerciendo presión con la pipeta de inyección, se puede intentar romper por aspiración o por stirring.
La aspiración consiste en succionar con la pipeta haciendo entrar la membrana y parte del citoplasma en ella. Al romperse la membrana puede entrar un poco de citoplasma que se reintroduciría en la célula. se distinguen dos tipos de aspiración dependiendo si la membrana succionada atraviesa la zona pelúcida (aspiración tipo 1 o AS1) o si no la alcanza (aspiración tipo 2 o AS2). El stirring consiste en volver a realizar otra punción, unas micras por debajo del primer punto de entrada hasta conseguir romper la membrana.
Se deposita el espermatozoide con la menor cantidad posible de PVP (ya que es tóxico para el ovocito) y retirar la pipeta tras la deposición con sumo cuidado para que no se salga el espermatozoide.
Se libera el ovocito de la pipeta de holding y se lava con HTF. Tras el lavado los ovocitos se cultivan en un incubador a 37 °C y a 5-6% de CO2.
Una vez pasadas 16-18 desde el inicio de la incubación se analiza la supervivencia de los ovocitos y comprobar la correcta fecundación.
Esta técnica tiene una tasa de fecundación de un 75% y de fecundación correcta un 65%. El fallo de fecundación con ICSI de todos los ovocitos extraídos de una paciente en muy infrecuente (menor al 1%), y la mayoría de las causas son debidas a fallos en el procedimiento previo al ICSI.

### Cultivo y transferencia de embriones
Una vez los óvulos han sido fecundados mediante la técnica de ICSI, estos son cultivados en medios óptimos para facilitar la evolución del embrión y su división celular. Durante el cultivo embrionario, los embriones son analizados cada dos días aproximadamente en caso de ser un cultivo tradicional o en cualquier momento si se realiza con time-lapse.
La fecundación anómala más frecuente tras ICSI es la no extrusión y posterior descondensación del segundo corpúsculo, que se manifiesta en la aparición de 1 corpúsculo polar y 3 pronúcleos 15-20 horas tras la fecundación. 
Cada vez es más habitual optar por la transferencia de embriones en día 5 puesto que cuanto más tiempo pasen en cultivo, mejor será la selección embrionaria. Además, la mayoría de los especialistas aconsejan transferir un único embrión para reducir los riesgos de un posible embarazo múltiple. Para ello se emplea un catéter muy fino que se introduce por vía vaginal hasta alcanzar el útero. Esta técnica es indolora y no requiere ningún tipo de anestesia.
Existen diferentes tipos de catéteres; por ejemplo, las cánulas rígidas se usan para atravesar el cérvix cuando está cerrado (apertura del cuello uterino en una posición más estrecha). No obstante, para la transferencia de embriones, lo ideal es emplear catéteres lo suficientemente rígidos como para proteger al embrión, y a la vez flexibles para que no provoquen ningún daño al penetrar a través del cuello uterino. 
A partir de aquí comienzan unos días de nervios a la espera de saber el resultado de la prueba de embarazo. Será necesario esperar al menos 10-12 días para hacer un test de gestación y no correr el riesgo de que sea un falso positivo o un falso negativo.

## Fallos en la fecundación por ICSI
Es muy infrecuente que ninguno de los ovocitos de la paciente llegue a ser fecundado por ICSI (la probabilidad es menor al 1%), y realmente no se conoce con exactitud a que se debe este fallo. Se cree que puede deberse a un factor del ovocito, del esperma o a una combinación de ambos, o simplemente a la mala praxis del embrión. Es decir, nos encontramos ante posibles fallos en la secuencia de acontecimientos posteriores al ICSI; a que se produzca la expulsión del espermatozoide fuera del ovocito; a que los ovocitos sean citoplasmáticamente inmaduros e incapaces de responder a la activación del espermatozoides o por el contrario sean hipermaduros, y por tanto incapaces de iniciar las oscilaciones del ion calcio necesarios; o a que los espermatozoides 
presenten defectos o ausencia de la proteína oscilina, que inicia la liberación de dicho ion, entre otras posibilidades.
En lo que se refiere a las causas ovacitarias, hay una serie de alteraciones que podrían concluir en un posible fallo del procedimiento de ICSI. Estas alteraciones pueden dividirse en citoplasmáticas o extracitoplasmáticas. En cuanto a las primeras encontramos: 
-Agrupación de orgánulos o granulosidad local: en el centro del ovocito puede aparecer un clúster de gránulos vesicales, lo que supone un signo de mal funcionamiento y se relaciona con peores tasas de éxito. No obstante, esto no se considera una anomalía porque permite la fecundación.
-Agregaciones del retículo endoplasmático liso: su aparición es de mal pronóstico, ya que, al microinyectar el ovocito, se debe salvar el REL y no atravesarlo para que el ciclo vaya bien.
-Presencia de vacuolas: las vacuolas son normalmente de forma circular y pequeñas, se ven más profundas y con aspecto más similar al espacio perivitelino que al citoplasma.
-Inclusiones citoplasmáticas.
Por otro lado, también podemos encontrar alteraciones extracitoplasmáticas, es decir, aquellas que tienen lugar en el espacio perivitelino u oolema. Entre estas encontramos:
-Restos celulares en el espacio perivitelino: hay debris en el espacio perivitelino que se corresponden con partes del citoplasma que se han excretado a este espacio. Es peor el pronóstico. Esta característica puede deberse a un exceso de gonadotropinas.
-Anomalías en la zona pelúcida: distintas anomalías en la zona pelúcida también suponen peores resultados. Por ejemplo, una zona pelúcida gruesa dificulta la eclosión del futuro embrión.
-Espacio perivitelino aumentado: que el espacio perivitelino recubra todo el ovocito es un signo de mal pronóstico, puesto que dificulta la microinyección en el ICSI.
-Alteraciones del primercorpúsculo polar: el corpúsculo polar puede estar duplicado, lo cual daría lugar a embriones triploides y otras aneuploidías. También nos podemos encontrar el corpúsculo polar fragmentado, lo cual no supone ningún problema y se podría microinyectar. Por otra parte, se debe evaluar el tamaño del corpúsculo polar: un corpúsculo polar grande está asociado a embriones que suelen tener aneuploidías, pero un corpúsculo pequeño no es de gran importancia.
En resumen, las anomalías morfológicas ovocitarias a las que se asocia un peor pronóstico son la presencia de clúster y la de agregaciones del REL. Sin embargo, estos sí se microinyectan, pero no se microinyectan los ovocitos con corpúsculos gigantes o dobles y los ovocitos gigantes, debido al riesgo de aneuploidía.

## Posibles implicaciones genéticas del ICSI
Hay muchas preguntas aún sin contestar acerca de la seguridad de esta técnica y de la posible existencia de riesgos para los niños concebidos por ICSI; pero habrá que esperar aún algunos años para ver cómo evolucionan y si su genoma se ha visto alterado debido algún punto del proceso. 

Hay autores que piensa que la introducción de material extraño (PVP, medio de cultivo, etc.) puede alterar lo que sería el desarrollo natural del embrión. Sin embargo en el lado opuesto también hay un gran grupo de científicos que opinan lo contrario, ya que según ellos el ovocito excluye el PVP en forma de vacuola y no se observa ninguna característica negativa tras ello. Otro de los factores que deberá estudiarse es si la pipeta de inyección genera algún tipo de estrés que provoque anormalidades genéticas o defectos estructurales en los espermatozoides, ya que estas alteraciones afectarían en último término al embrión.

En el ICSI ignoramos el proceso de selección natural del espermatozoide y seleccionamos espermatozoides con anomalías estructurales. En algunos casos ante la falta de una morfología adecuada, se seleccionan aquellos espermatozoides con una morfología menos negativa pero estos gametos en ningún caso habrían podido fecundar por ellos mismos. Estos defectos unidos al posible daño mecánico o bioquímico que puede producirse durante el proceso a causa de las pipetas y el PVP podrían ser causa de defectos genéticos, aunque aún no hay estudios que lo demuestren. 
En definitiva, aún no hay estudios concluyentes; ya que, por ejemplo, estudios que inicialmente mostraban un aumento de anomalías congénitas han sido modificados debido a que dichas anormalidades se asociaron a la etiología de los pacientes de reproducción asistida, no siendo mayor la frecuencia de estas alteraciones que en FIV convencional o en inseminación artificial. Sin embargo, algunas anomalías epigenéticas sí parecen estar relacionadas con la técnica.
En relación con las alteraciones epigenéticas, un estudio publicado en 2018 reciente sugiere que algunas técnicas de reproducción asistida, como ICSI induce cambios epigenéticos en la placenta, lo que podría alterar el correcto desarrollo embrionario. Se ha visto cómo algunos genes de la placenta pierden su patrón de metilación cuando se realiza ICSI o IVF (in vitro fertilization), en comparación con aquellas que se producen a partir de técnicas menos invasivas (inducción de la ovulación o inseminación intrauterina).